# 滨木犀榄
滨木犀榄（学名：Olea brachiata），为木犀科木犀榄属下的一个植物种。